# دوده (هشترود)
دوده یکی از روستاهای استان آذربایجان شرقی است که در دهستان علی‌آباد بخش مرکزی شهرستان هشترود واقع شده‌است.